# Asterostroma
Asterostroma is een geslacht van schimmels behorend tot de familie Peniophoraceae. Het geslacht is beschreven door de mycoloog George Edward Massee en werd voor het eerst geldig gepubliceerd in 1889.

## Soorten
Volgens Index Fungorum telt het geslacht 26 soorten (peildatum maart 2023):
| Soortnaam                                              | Auteur(s)                    | Publicatiejaar |
| ------------------------------------------------------ | ---------------------------- | -------------- |
| Asterostroma andinum                                   | Pat.                         | 1893           |
| Asterostroma apalum                                    | (Berk. & Broome) Massee      | 1889           |
| Asterostroma bambusicola                               | S.L. Liu & S.H. He           | 2017           |
| Asterostroma boninense                                 | Suhara & N. Maek.            | 2011           |
| Asterostroma bruchii                                   | Speg.                        | 1926           |
| Asterostroma cervicolor (Knobbelsporig sterrenkorstje) | (Berk. & M.A. Curtis) Massee | 1889           |
| Asterostroma cremeofulvum                              | Parmasto                     | 1970           |
| Asterostroma degenerans                                | Bres.                        | 1920           |
| Asterostroma echinosporum                              | Boidin, Lanq. & Gilles       | 1997           |
| Asterostroma fulvum                                    | Romell                       | 1901           |
| Asterostroma gracile                                   | Burt                         | 1924           |
| Asterostroma indicum                                   | A.B. De                      | 2009           |
| Asterostroma laxum (Gladsporig sterrenkorstje)         | Bres.                        | 1920           |
| Asterostroma macrosporum                               | N. Maek. & Suhara            | 2010           |
| Asterostroma medium                                    | Bres.                        | 1920           |
| Asterostroma muscicola                                 | (Berk. & M.A. Curtis) Massee | 1889           |
| Asterostroma olivaceum                                 | Rick                         | 1934           |
| Asterostroma persimile                                 | Wakef.                       | 1915           |
| Asterostroma praeacutosporum                           | Boidin, Lanq. & Gilles       | 1997           |
| Asterostroma pseudofulvum                              | Parmasto                     | 1970           |
| Asterostroma sordidum                                  | Rick                         | 1938           |
| Asterostroma spiniferum                                | Burt                         | 1924           |
| Asterostroma spinososporum                             | Boidin, Lanq. & Gilles       | 1997           |
| Asterostroma stelligerum                               | (Speg.) Speg.                | 1926           |
| Asterostroma vararioides                               | S.L. Liu & S.H. He           | 2017           |
| Asterostroma viridiflavum                              | Rick                         | 1934           |